# 反貧困ネットワーク
反貧困ネットワーク（はんひんこんネットワーク）は、現在の日本社会において拡大する貧困問題を解決するために活動する団体や個人を結び付ける社会的ネットワーク団体である。2007年10月発足。シンボルマークは黒いお化けの姿をした「ヒンキー」。設立してから任意団体として活動していたが、2021年8月に一般社団法人となった。

## 概要
「反貧困ネットワークは人間らしい生活と労働の保障を実現し、貧困問題を社会的・政治的に解決することを目的として」（原文ママ）貧困問題に取り組む市民団体や労働組合、政治家、学者、法律家など多様な背景を持つ団体や個人が集まって貧困問題に幅広く取り組むため設立されたネットワークである。これまでも個別に貧困問題の解決を目指し活動する団体はいくつも存在したが、分野や社会的な立場の壁を乗り越えて円滑に活動を行いにくかった。反貧困ネットワークとはそれらの団体・個人が相互に連携し協力し合い貧困という大きな問題を解決するがために発足した経緯を持つ。
本団体は東京都におかれているが、全国各地に、地域ごとの反貧困ネットワーク団体が、主体的に活動しており、協力関係にある。
様々な諸団体と連携し当事者のエンパワーメント、学習会・イベント・ホームページなどを通じた社会的問題意識の喚起、政界・官界・財界への働きかけなどの活動を中心として行い「見えない貧困」を「見える貧困」に変えて社会全体で貧困問題に取り組めるように声を上げていくとのこと。

## 主なメンバー
代表世話人
- 宇都宮健児（弁護士・元日本弁護士連合会会長）

専務理事・事務局長
- 瀬戸大作（事務局長・事業統括理事・新型コロナ災害緊急アクション）

常務理事
- 稲葉奈々子（上智大学教授・移住者と連帯する全国ネットワーク）

業務執行理事
- 猪股正（弁護士、生活保護問題対策全国会議）
- 阪上武（事務局次長・管理会計担当理事・反貧困ささえあい千葉）
- 佐々木大志郎（企画・広報担当理事・つくろい東京ファンド）
- 杉浦幹（津久井やまゆり園事件を考え続ける会・神奈川支援）
- 中村光男（一般社団法人あじいる・企業組合あうん）
- 林治（顧問弁護士）
- 原文次郎（外国人支援担当理事・移住連会員）

一般理事
- 大塚惠美子（元東村山市議）
- 白石孝（世話人・官製ワーキングプア研究会）
- 那須淑夫（事務局・公正な税制を求める市民連絡会）
- 西田えみ子（DPI障害者権利擁護センター）
- 藤井秀樹（事務局・フリーター全般労組）
- 八代田道子（日本消費生活アドバイザー）
- 綿貫公平（なくそう子どもの貧困全国ネットワーク）

監事
- 内山貴男（元都立高校教員）
- 渡邉由紀子（希望のまち東京をつくる会）

世話人
- 雨宮処凛（作家）

(2021年10月現在）

## 関連書籍・参考資料
- 『もうガマンできない! 広がる貧困』』 湯浅誠、宇都宮健児、猪股正共著, 明石書店, 2007年7月、ISBN 4750325848
- 『働けません。「働けません。」6つの“奥の手”』湯浅誠 日向咲嗣、吉田猫次郎、李尚昭、春日部蒼、しんぐるまざあず・ふぉーらむ共著, 三五館, 2007年12月, ISBN 4883204073
- 『反貧困 「すべり台社会」からの脱出』湯浅誠著 岩波新書, 2008年4月, ISBN 4004311241